# Franco Berra
Franco Berra (Magenta, 7 maggio 1972) è un ex canottiere italiano.

## Biografia
Nato a Magenta, in provincia di Milano, a 28 anni ha partecipato ai Giochi olimpici di Sydney 2000, nell'otto con Cascone, Corona, Ghezzi, Iannuzzi, Leonardo, Palmisano, Penna e Pinton, chiudendo con un 4º posto in finale con il tempo di 5'35"37, a 52 centesimi dalla medaglia di bronzo vinta dalla Croazia.
L'anno successivo ha vinto un oro nel singolo ai Giochi del Mediterraneo di Tunisi 2001 in 3'20"05 e un bronzo nel quattro di coppia ai Mondiali di Lucerna insieme a Simone Raineri, Mattia Righetti e Nicola Sartori, terminando in 5'42"87 dietro a Germania e Paesi Bassi.
Nel 2002 ha conquistato l'argento nel due di coppia insieme ad Agostino Abbagnale ai Mondiali di Siviglia 2002, chiudendo in 6'06"93 dietro solo alla Germania.
Si è sposato nell'ottobre 2017.

## Palmarès

### Campionati mondiali
- 2 medaglie:
  - 1 argento (Due di coppia a Siviglia 2002)
  - 1 bronzo (Quattro di coppia a Lucerna 2001)

### Giochi del Mediterraneo
- 1 medaglia:
  - 1 oro (Singolo a Tunisi 2001)